# Procolobus verus
Espèce
Statut de conservation UICN

 VU  : Vulnérable
Statut CITES
Procolobus verus, colobe vert ou colobe de Van Beneden est une espèce qui fait partie des mammifères Primates. C’est un singe de la famille des Cercopithecidae.

## Dénomination
Ce colobe est appelé en français de nombreux noms, notamment Colobe vert ou Colobe vrai.
Autres noms vernaculaires en français : Colobe de Van Beneden ou Colobe vert olive.

## Description
Le colobe de Van Beneden mesure, tête et corps, de 46,5 à 48 cm. Sa queue est de 56-57 cm. Il pèse de 4,2 à 4,7 kg.
Son pelage, olive grisé, lui assure un excellent camouflage dans les arbres et les lianes face à ses principaux prédateurs : chimpanzés, léopards et rapaces.
Il vit en groupe d'une dizaine d'individus constitué de mâles  et de femelles. Il est presque exclusivement arboricole et extrêmement discret.

## Reproduction et vie de groupe
C'est le seul singe de l'ancien monde à transporter son petit dans la gueule.

## Répartition et Habitat

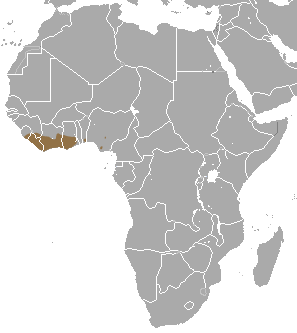
Zone de répartition du colobe vert en Afrique

Le colobe vert est présent dans les forêts d'Afrique de l'Ouest, au Bénin, Côte d'Ivoire, Ghana, Guinée, Liberia, Nigeria, Sierra Leone et Togo. Il se retrouve dans la végétation secondaire dans les forêts denses et hautes et également en bordure de zones forestières, ainsi que dans les forêts marécageuses et palmeraies.